# اولگا دنیلووا
اولگا دنیلووا (انگلیسی: Olga Danilova؛ زادهٔ ۱۰ ژوئن ۱۹۷۰) اسکی‌باز صحرانوردی اهل روسیه بود.